# Sophie Friederike Seyler
Sophie Friederike Seyler, född 1738, död 1789, var en tysk skådespelare, aktiv 1754–1789. Hon betraktas som en av de mest betydande av kvinnliga scenartister i Tyskland under sin samtid. Hon var också verksam som dramatiker.